# Нав-е-Бала
Нав-е-Бала (перс. ناوبالا) — село в Ірані, у дегестані Хараджґіль, у бахші Асалем, шагрестані Талеш остану Ґілян. За даними перепису 2006 року, його населення становило 54 особи, що проживали у складі 9 сімей.

## Клімат
Середня річна температура становить 9,00 °C, середня максимальна – 25,39 °C, а середня мінімальна – -9,12 °C. Середня річна кількість опадів – 375 мм.
| Клімат поселення                              | Клімат поселення | Клімат поселення | Клімат поселення | Клімат поселення | Клімат поселення | Клімат поселення | Клімат поселення | Клімат поселення | Клімат поселення | Клімат поселення | Клімат поселення | Клімат поселення | Клімат поселення |
| Показник                                      | Січ.             | Лют.             | Бер.             | Квіт.            | Трав.            | Черв.            | Лип.             | Серп.            | Вер.             | Жовт.            | Лист.            | Груд.            |                  |
| Середній максимум, °C                         | 3,85             | 4,74             | 7,28             | 14,40            | 19,48            | 23,29            | 25,39            | 25,18            | 21,28            | 16,70            | 11,27            | 5,97             |                  |
| Середня температура, °C                       | −2,64            | −1,75            | 0,78             | 7,91             | 13,01            | 16,82            | 20,09            | 19,89            | 15,97            | 11,39            | 5,96             | 0,64             |                  |
| Середній мінімум, °C                          | −9,12            | −8,22            | −5,69            | 1,42             | 6,52             | 10,33            | 14,77            | 14,56            | 10,67            | 6,08             | 0,66             | −4,67            |                  |
| Норма опадів, мм                              | 30               | 31               | 48               | 52               | 45               | 19               | 12               | 12               | 23               | 38               | 31               | 34               |                  |
| Середньомісячна швидкість вітру, м/с          | 2.07             | 2.50             | 2.55             | 2.71             | 2.24             | 2.12             | 2.34             | 2.24             | 1.95             | 1.94             | 2.14             | 2.00             |                  |
| Середньомісячна сонячна радіація, кДж/м²·день | 7259             | 9779             | 12112            | 16178            | 20110            | 23159            | 23748            | 20363            | 17330            | 12212            | 8862             | 6885             |                  |
| --------------------------------------------- | ---------------- | ---------------- | ---------------- | ---------------- | ---------------- | ---------------- | ---------------- | ---------------- | ---------------- | ---------------- | ---------------- | ---------------- | ---------------- |
| Джерело:                                      |                  |                  |                  |                  |                  |                  |                  |                  |                  |                  |                  |                  |                  |